# Rebecca Adamczyk
Rebecca Luise Adamczyk (* 3. April 2005 in Bietigheim-Bissingen) ist eine deutsche Fußballspielerin. Sie ist Torhüterin des SC Freiburg und DFB-Juniorennationalspielerin.

## Karriere

### Vereine
Adamczyk wuchs in Ingersheim auf und wechselte 2022 zum SC Freiburg. In der Zweitligasaison 2022/23 war sie beim SC Freiburg II Stammtorhüterin und bestritt 20 Ligaspiele. In derselben Saison wurde sie auch in den Kader der A-Mannschaft hochgezogen. Nach dem Abstieg der Zweitvertretung im Sommer 2023 blieb Adamczyk Stammtorhüterin in der drittklassigen Regionalliga Süd. Am Ende der Saison gelang die Rückkehr in die 2. Bundesliga. Zudem rückte sie 2023 als fünfte Torhüterin in den Kader der Bundesligamannschaft auf, abermals ohne Einsatz. Sie debütierte am 3. November 2024 (8. Spieltag) bei der 0:3-Niederlage im Auswärtsspiel gegen den VfL Wolfsburg, in der Bundesliga. Im Oktober 2024 wurde Adamczyk mit der Fritz-Walter-Medaille in Silber ausgezeichnet.

### Nationalmannschaft
Adamczyk debütierte bei der Europameisterschaft 2023 in der U19-Nationalmannschaft. Sie war Stammtorhüterin im Turnier und spielte in vier von fünf Partien. Im Finale, das im Elfmeterschießen gegen Spanien verloren wurde, wehrte sie zwei Schüsse der Spanierinnen ab.
2024 nahm sie an der U20-Weltmeisterschaft in Kolumbien als Stammtorhüterin teil und erreichte mit ihrer Mannschaft das Viertelfinale. Im November 2024 wurde sie in die reaktivierte U23-Nationalmannschaft Deutschlands berufen.

## Erfolge
- Finalist U19-Europameisterschaft 2023

## Auszeichnungen
- Sportmedaille der Stadt Freiburg 2024[8]
- Preisträgerin der Fritz-Walter-Medaille 2024 in Silber (U19)